# Tipula (Schummelia) fuscocellula
Tipula (Schummelia) fuscocellula is een tweevleugelige uit de familie langpootmuggen (Tipulidae). De soort komt voor in het Oriëntaals gebied.